# Efterklang
Gli Efterklang sono un gruppo indie di Copenaghen, Danimarca, formatosi nel dicembre 2000. A oggi la band ha pubblicato quattro album in studio e ha attualmente un contratto con l'etichetta 4AD, nonché con la propria etichetta Rumraket.

## Storia
Il nome del gruppo, formatosi a Copenaghen grazie ai quattro membri originari Casper Clausen, Mads Brauer, Thomas Husmer e Rasmus Stolberg, viene dal danese "efterklang" che vuol dire "rimembranza", "riverbero". La formazione originale include anche Rune Mølgaard il quale, sebbene abbia assunto un ruolo marginale dal 2007, continua a collaborare con loro nella scrittura di alcuni brani. 
Nei loro live, i quattro membri fondatori sono affiancati da altri tre o quattro musicisti di supporto, solitamente Niklas Antonson (trombone e altro), Peter Broderick (violino e altro), Frederik Teige (chitarra e altro), e Heather Woods Broderick (pianoforte, flauto e voce).

Oltre a collaborare con questi strumentisti, gli Efterklang hanno una stretta collaborazione con lo studio danese di design Hvass&Hannibal che è autore, oltre che delle copertine degli album prodotti dal 2006, del video di Mirador nonché della scenografia del live "Performing Parades" e del merchandise del gruppo.
Gli Efterklang hanno fondato l'etichetta discografica chiamata Rumraket tramite la quale producono artisti musicalmente affini a loro.

### La dipartita di Thomas Husmer e la riduzione dell'organico
Il 7 febbraio 2012 Rasmus Stolberg pubblica sul sito ufficiale della band un messaggio del batterista/trombettista Thomas Husmer che annuncia la sua dipartita dal gruppo per motivi personali, in primis la necessità di stare più vicino alla sua famiglia. Clausen, Brauer e Stolberg decidono di portare avanti il progetto come trio avvalendosi della collaborazione di musicisti di supporto.
Dopo il lancio del loro quarto LP Piramida, la band danese, a eccezione dei live in cui sarà affiancata da orchestre sinfoniche e da camera, si avvarrà nei tour del 2012 e 2013 di un organico molto ristretto rispetto al passato, con soli tre musicisti di supporto.

## Stile
Gli Efterklang vengono spesso ascritti al genere indie o post-rock. Dopo l'uscita del loro terzo lavoro in studio hanno però dichiarato di sentire queste due definizioni troppo caratterizzate e definite per essere totalmente calzanti alla musica del gruppo.
Un'altra categoria a cui gli Efterklang sono stati accostati è quella della musica "folktronica", intesa come commistione tra musica folk e musica elettronica, mentre agli esordi erano loro stessi a definire il loro sound come "post-pop".

All'interno della loro musica è possibile rintracciare tratti tipici del minimalismo, in particolare della musica di Arvo Pärt, nonché elementi delle suite folk di Mike Oldfield. La componente elettronica invece è assimilabile all'approccio compositivo di Alva Noto.

Al di là delle possibili definizioni, gli Efterklang hanno attraversato un mutamento stilistico in ognuno degli album pubblicati.

Nel primo album della band danese c'è un maggiore utilizzo dell'elettronica e l'atmosfera che ne risulta è più cupa e intimista. I suoni elettronici utilizzati, siano essi sintetizzati o suoni acustici campionati ed elettronicamente elaborati, sono infatti molto scuri e freddi (a causa dell'utilizzo di suoni armonicamente poveri) mentre le elaborazioni consistono più che altro in glitch e beatrepeating (ripetizione ritmica).

Nel secondo album, complice l'allargamento dell'organico con l'introduzione di molti strumenti acustici quali ottoni e archi, il sound risultante è nettamente più orchestrale e colorato.
Un tratto distintivo della sonorità del gruppo, e in particolare di questo album, è l'utilizzo dei cori: mentre nell'album Tripper questi venivano utilizzati prevalentemente all'unisono, nel secondo lavoro, Parades, le voci beneficiano anche dell'armonizzazione e vengono utilizzate in registri differenti.
In Magic Chairs invece l'approccio è sicuramente più pop. Le melodie sono meno eteree, più definite e incisive e la sezione ritmica è più presente e scandita. Se è ancora possibile rintracciare in Magic Chairs influenze comuni al lavoro precedente Parades, lo stesso paragone non è facilmente attuabile con l'album d'esordio, Tripper.

Piramida, uscito nel 2012, conferma la direzione più pop intrapresa con il precedente Magic Chairs.

## Discografia

### Album in studio
- Tripper (The Leaf Label – 25 ottobre, 2004)
- Parades (The Leaf Label – 15 ottobre, 2007)
- Magic Chairs (4AD – 22 febbraio, 2010)
- Piramida (4AD - 24/25 settembre, 2012)
- Altid Sammenìì (2019)
- Windflowers (2021)
- Things We Have In Common (2024)

### Album dal vivo
- Performing Parades (cd+dvd & lp+dvd, The Leaf Label – 19 ottobre, 2009)

### Singoli ed Ep
- Springer (EP) (autoprodotto nel 2003; ridato alle stampe tramite The Leaf Label nel 2005)
- "Swarming" singolo (The Leaf Label – 7 febbraio, 2005)
- One-Sided LP mini-album (Burnt Toast Vinyl – 22 gennaio, 2007)
- Under Giant Trees mini-album (The Leaf Label – 2 gennaio, 2007)
- "Mirador" / "Cutting Ice to Snow" singolo di promozione (8 ottobre, 2007)
- "Caravan" singolo (The Leaf Label – 7 aprile, 2008)
- "Modern Drift" singolo di promozione (4AD – 25 gennaio, 2010)
- "I Was Playing Drums" singolo (4AD – 19 aprile, 2010)
- "Raincoats" singolo scaricabile dalla rete (4AD – 23 agosto, 2010)

### Videografia – DVD
- The ghost of Piramida by Andreas Koefoed (2012)
- An Island by Vincent Moon (2011)
- Performing Parades with The Danish National Chamber Orchestra (Live, 2009)